# Olearia heterocarpa
Olearia heterocarpa là một loài thực vật có hoa trong họ Cúc. Loài này được S.T.Blake mô tả khoa học đầu tiên năm 1963.